# Hôtel Menier
L'hôtel Menier est un ancien hôtel particulier situé à Paris, en France.

## Situation et accès
L'hôtel est situé dans le 8e arrondissement de Paris, au 5, avenue Van-Dyck, à côté du parc Monceau. 
Ce site est desservi par la ligne 2 du métro à la station Courcelles.

## Origine du nom

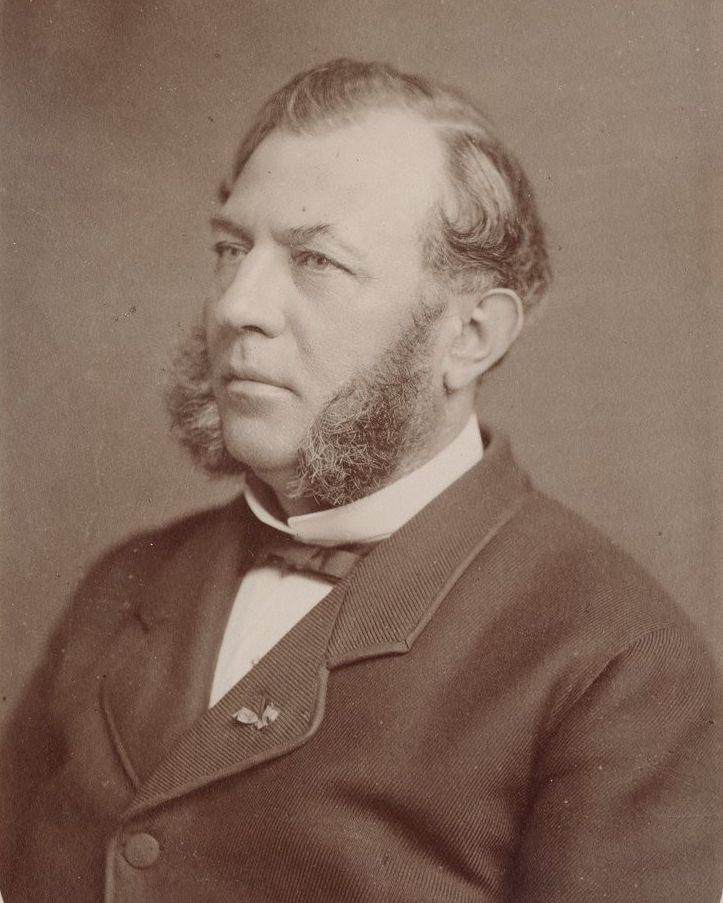
Émile-Justin Menier.

L’hôtel, construit pour l’industriel chocolatier Émile-Justin Menier (1826-1881), en porte le nom.

## Historique

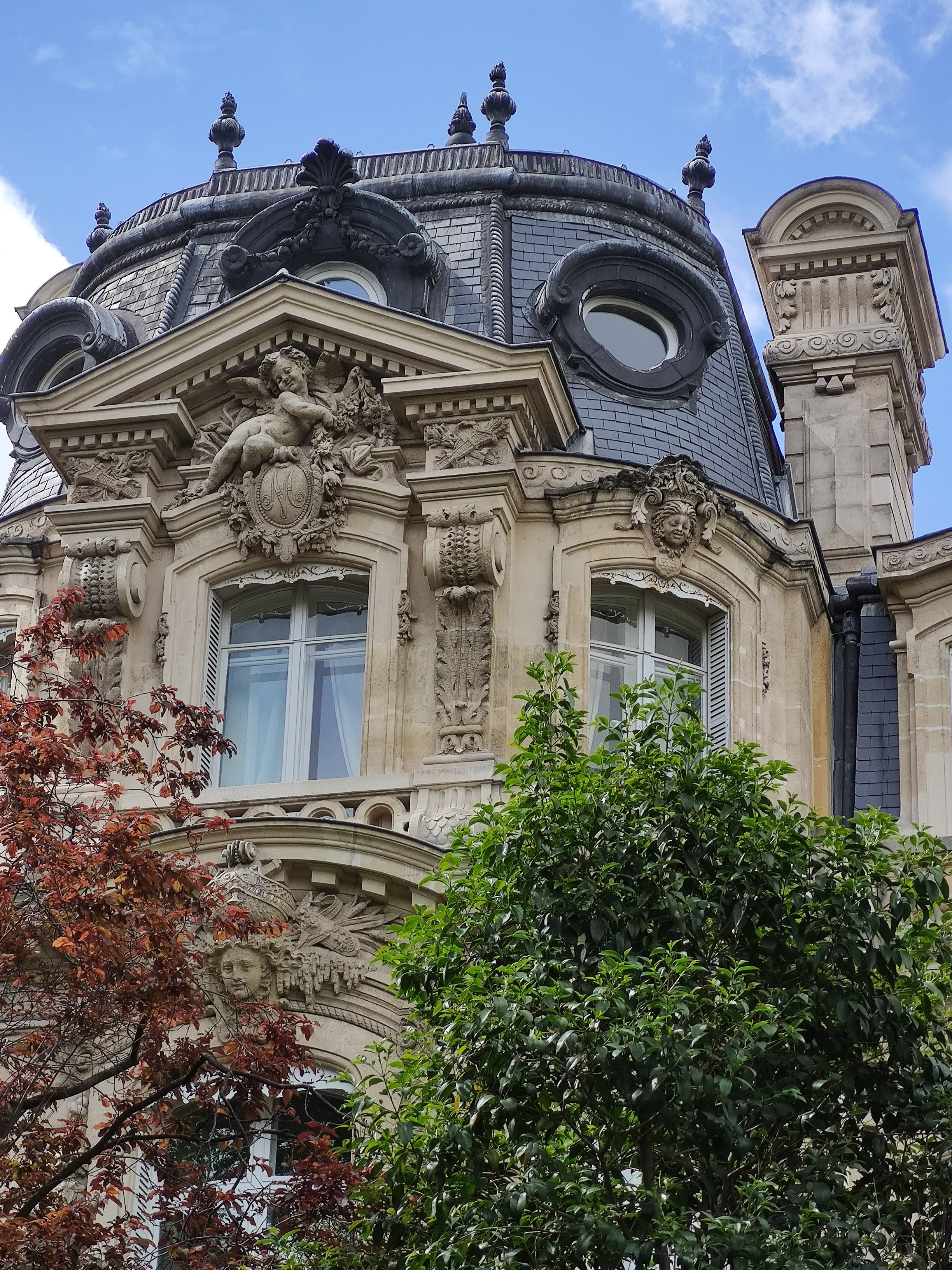
Sous l’angelot le chiffre M, lettre initiale du propriétaire des lieux.

L'hôtel Menier est construit en 1869-1870 et inauguré en 1874. Une grande réception et un bal sont donnés à cette occasion, le maître des lieux ayant ouvert toute sa maison et les invités s’y promenant comme dans un musée.
L’industriel y donne chaque année un grand bal, comme par exemple celui du 14 mars 1880 auquel sont conviées plus de deux mille personnes. 
E.-J. Menier meurt en 1881, sa femme en 1895. Dans les deux cas, une foule considérable assiste aux obsèques.
Cette même année 1895, deux hôtels particuliers du parc Monceau sont mis en vente, dont un grand & bel hôtel situé 78, rue de Courcelles et avenue Van-Dyck.
En 1906, l’hôtel est habité par le comte Joachim Charles Lepic et sa femme, Andrée Charlotte Marguerite Whitcomb. Cette année-là, le bâtiment est l’objet d’une perquisition dans le cadre d’un supposé complot contre la République.
Le comte Lepic meurt en 1908. Sa jeune veuve lui survit près de soixante ans et meurt à l’hôtel Menier le 26 octobre 1966.
En 1971, il est envisagé de démolir l’hôtel pour construire à sa place un immeuble d’habitation de sept étages mais, quelques mois plus tard, la presse annonce le classement de l’édifice.
En 1976, l’association Le VIIIe d’aujourd’hui et de demain adresse un courrier au bureau de l’habitat s’alarmant de « l’état d’abandon et de délabrement des façades de l’immeuble du 5 avenue Van-Dyck (hôtel Menier) » et s’étonnant que rien n’ait été fait alors qu’un ravalement était prévu en 1963.
L’hôtel Menier est aujourd’hui, en 2021, une copropriété.

## Description

### Architecture

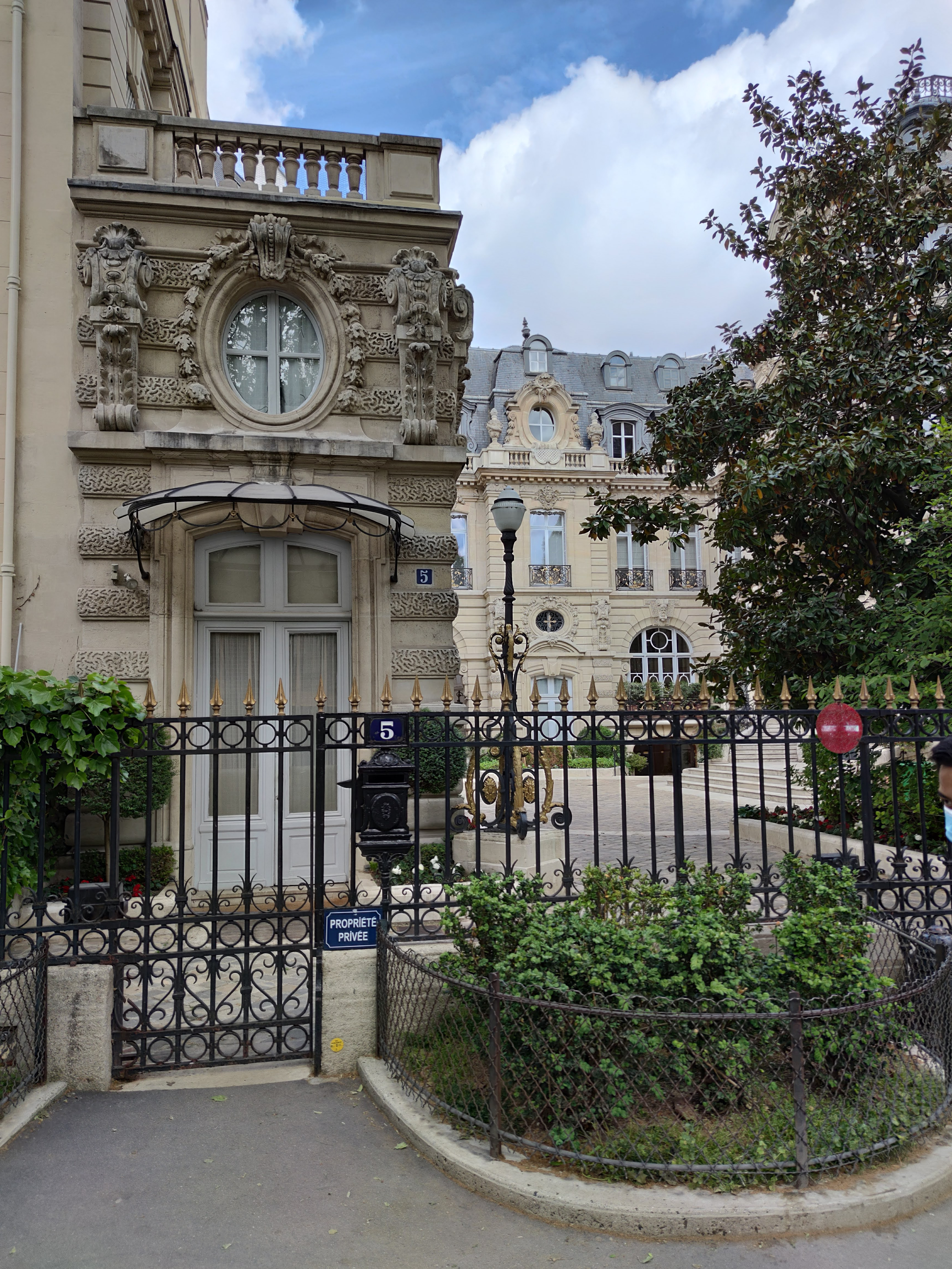
Loge.

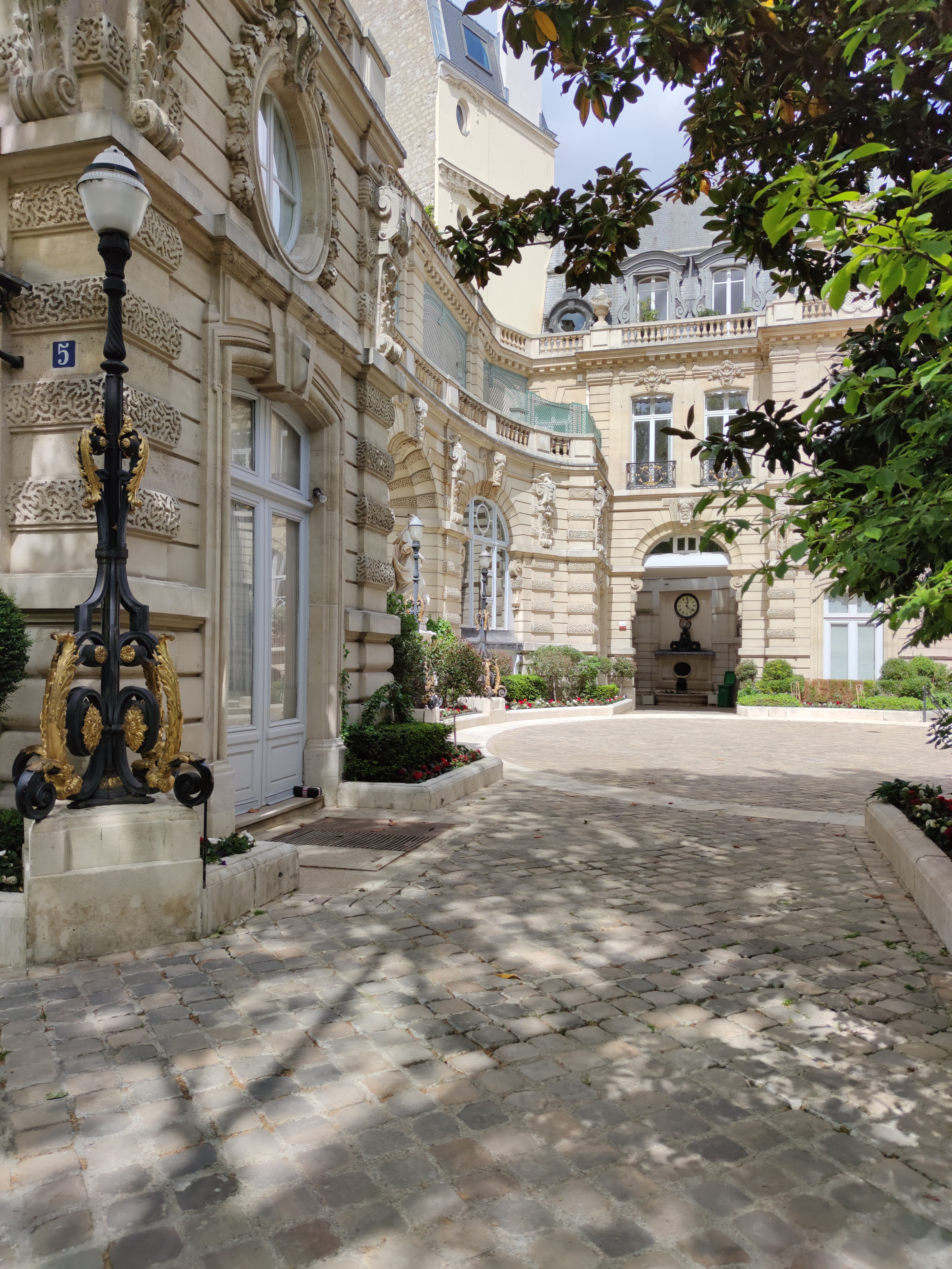
Cour d’honneur.

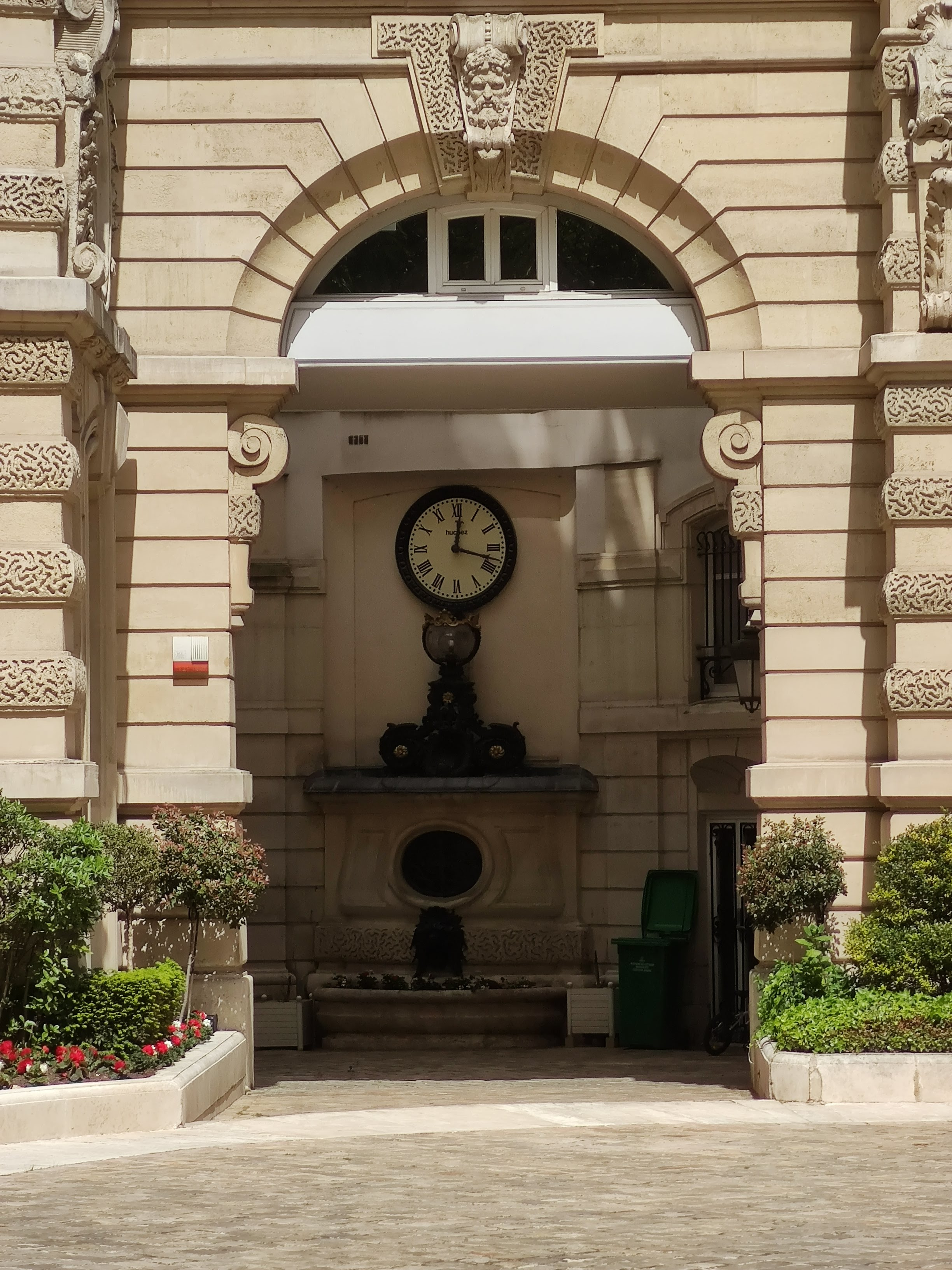
Accès aux anciennes écuries.

L'hôtel Menier est de style Second Empire. 
Le bâtiment de trois étages, disposé perpendiculairement à l’avenue Van-Dyck, comprend un corps de bâtiment principal, dont la façade est donne sur le parc Monceau, avec une aile en retour côté ouest. Au centre de chaque façade s’élève un avant-corps en rotonde dont la décoration sculptée est l’œuvre de Jules Dalou pour le compte de l’atelier du sculpteur et décorateur Eugène-Pierre Lefebvre.
À l’angle nord-est du bâtiment se trouve un jardin d’hiver, visible du parc Monceau. 
Dans la cour d’honneur, une entrée sous voûte conduit à la cour couverte des anciennes écuries. 

### Intérieurs
L’ancien hôtel particulier est aujourd’hui divisé en appartements qui ont donc, sans doute, leur propre décoration.
En 1874, à l’époque de son inauguration, on trouve au rez-de-chaussée un vaste vestibule auquel on accède par un escalier à double rampe puis, sur la droite, une galerie de peinture - où prédominent les peintres appartenant à l’école hollandaise -, un grand salon tendu de soie jaune, un second salon plus petit décoré de panneaux de François Boucher, une salle à manger de style Louis XIV donnant sur le parc, un salon d’hiver, une galerie italienne ornée de fresques et pavée de mosaïques, une salle de billard tapissée de vieux cuir de Cordoue et un fumoir au plafond bas et aux sièges mauresques. 
Un grand escalier en marbre de Carrare mène au premier étage où se trouvent un cabinet de travail, un petit salon familial aux tentures rouges, une chambre à coucher Louis XVI et une chambre d’enfants revêtue de boiseries bleu pâle et rose tendre provenant du cabinet de travail de Madame de Pompadour. 
Le deuxième étage est desservi par un escalier tournant en bois de style Henri II.
Les écuries, de style Louis XIII, peuvent contenir vingt chevaux.

## Dans la littérature
- Selon ses Carnets d’enquêtes, l’écrivain Émile Zola (1840-1902) s’est inspiré de l’hôtel Menier pour imaginer l’hôtel particulier de La Curée, roman paru en 1871[13].
- L'hôtel Menier a également servi de modèle à Philippe Hériat pour son roman La Famille Boussardel (1944)[14].

## À l’écran
- L’hôtel a également inspiré le feuilleton télévisé Les Boussardel[15] (1972), tourné à l'hôtel Salomon de Rothschild.